# Mary Agnes Chase
Pour les articles homonymes, voir Chase.
Mary Agnes Meara Chase, née le 29 avril 1869 et morte le 24 septembre 1963, est une botaniste américaine qui a travaillé au Département de l'Agriculture des États-Unis et à la Smithsonian Institution. Reconnue pour son travail sur l'étude des graminées, elle est considérée comme l'une des figures marquantes de l'agrostologie,. Son engagement en tant que suffragette a également marqué les esprits.

## Biographie

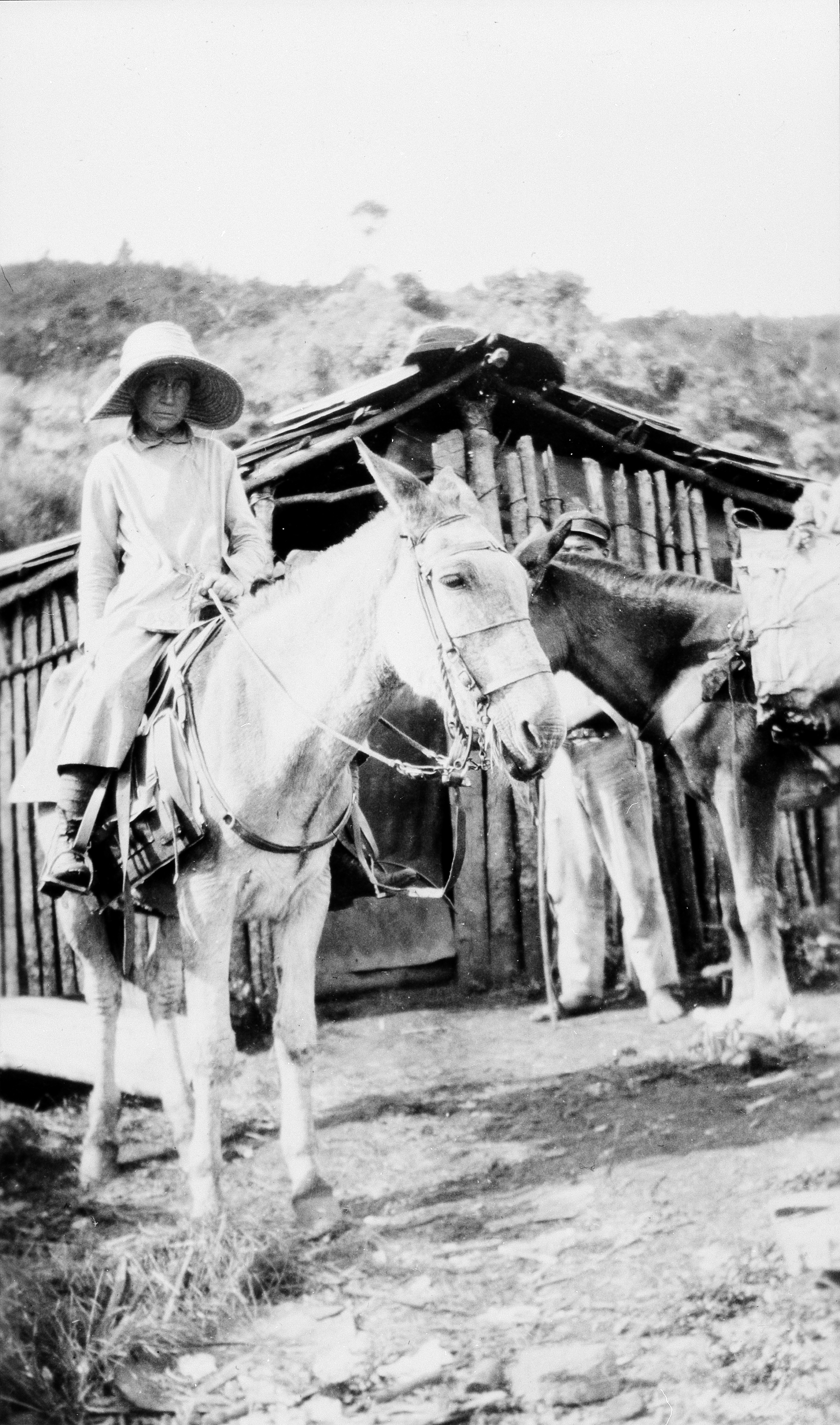
Mary Agnes Chase collectant des plantes au Brésil (1929)

Chase naît dans le comté d’Iroquois, dans l’Illinois. Elle ne poursuit pas d’études poussées au-delà de l’enseignement secondaire, ce qui ne l’empêche pas de contribuer significativement à la recherche en botanique. Elle écrit ainsi plus de 70 publications et dirige d’importants travaux de terrain en Amérique du Nord et du Sud. Ses travaux lui valent un doctorat honoraire de l’université de l’Illinois. Elle se spécialise dans l'étude des graminées et rédige des carnets d’observation entre 1897 et 1959, ils sont conservés dans les archives de la Smithsonian Institution.
En visitant l'Exposition universelle de 1893 avec son neveu, également botaniste, elle a l'idée d'étudier les plantes que l'on trouve dans le nord de l'Illinois. En 1901, Mary Agnes devient assistante en botanique au Musée Field d'histoire naturelle sous les ordres de Charles Frederick Millspaugh. Son travail est présenté dans deux publications muséales : Plantae Utowanae en 1900 et Plantae Yucatanae en 1904. Deux ans plus tard, elle rejoint le Département de l'Agriculture des États-Unis (USDA) en tant qu'illustratrice botanique et assistante scientifique en agrostologie dès 1907, assistante botaniste en 1923 et botaniste associée en 1925, le tout sous la direction d'Albert Spear Hitchcock. Mary Agnes et A.S. Hitchcock ont travaillé ensemble pendant près de vingt ans, collaborant étroitement et publiant ensemble (The North American species of Panicum, 1910),.
Après le décès d'Hitchcock en 1936, Mary Agnes lui succède à la tête de la section agrostologie et à la division des plantes au sein du groupement des musées et centres de recherche de la Smithsonian Institution (USNM). Mary Agnes Chase prend sa retraite et quitte l'USDA en 1939 mais elle continue son travail de conservatrice de l'herbarium de l'institution jusqu'à sa mort en 1963.

## Mouvement pour le droit de vote des femmes
Même si ses activités politiques pouvaient, quelquefois, miner sa carrière, Mary Agnes Chase pensait qu'il était primordial de dénoncer la discrimination qui empêchait les femmes de vivre pleinement tant au niveau social que professionnel. Elle a été l'une des nombreuses scientifiques prometteuses à vouloir démocratiser sa discipline en rendant la science plus accessible et compréhensible au plus grand nombre. Ainsi, elle a soutenu des étudiants de milieux défavorisés ainsi que des femmes désireuses de devenir botanistes. En tant que femme employée par le gouvernement, elle savait combien il était difficile de légitimer sa passion pour les sciences lorsqu'elle ne parvenait pas à convaincre ses supérieurs de libérer les fonds ou les moyens nécessaires à ses voyages et études sur le terrain. Elle fut forcée, en effet, de financer elle-même une de ses expéditions de collecte de spécimens tout en luttant pour budgétiser un salaire de 720 $. En tant que femme dans un milieu scientifique essentiellement masculin, Mary Agnes a souffert de discrimination du fait de son genre. Ainsi, a t-elle a été exclue des expéditions au Panama, en 1911 et 1912, parce que les mécènes qui finançaient les voyages craignaient que la présence de femmes dans l'équipe puisse distraire les hommes et les détourner de leurs recherches. Pour être un mentor et aider les femmes dans leurs recherches scientifiques, Mary Agnes Chase se rend en Amérique du Sud, au Canada et aux Philippines. Elle ouvre même sa maison aux jeunes femmes ayant besoin d'être hébergées pendant leurs études. Au début des années 1900, la majorité des femmes intéressées par les sciences, ne pouvaient qu'espérer faire carrière en tant que conservateur de musée si elles souhaitaient accéder à la recherche ou avoir des contacts avec d'autres scientifiques. Cette réalité amène Mary Agnes Chase à redéfinir la "vision d'une carrière en science", à adapter ses positions de formatrice et à renforcer son implication dans le combat pour les droits des femmes.
La National American Woman Suffrage Association (NAWSA), association américaine de promotion du droit de vote des femmes, créée en 1890 par Lucy Stone, résulte de la fusion de la National Woman Suffrage Association (NWSA) et de l'American Woman Suffrage Association (AWSA). Lucy Burns et Alice Paul, deux ferventes suffragettes américaines y occupent d'importantes fonctions avant de créer, en 1916, leur propre organisation appelée National Women's Party (NWP). En tant que suffragette active, Mary Agnes Chase a participé à une série de manifestations organisées par les "Silent sentinels", membres du NWP qui voulaient que le président Wilson écoute ce que les femmes avaient à dire au sujet du vote. Les sentinelles silencieuses ont ainsi tenté de s'infiltrer dans la Maison Blanche par tous les moyens possibles : 300 délégués sont allés parler au président pour lui faire part de la nécessité d'un amendement pour le suffrage fédéral; Les femmes ont, par exemple, déployé une banderole "Vote pour les femmes" dans la galerie de la Maison Blanche pendant une réunion de la Chambre des représentants des États-Unis, espérant, ainsi, attirer l'attention; des piquets de grève ont été dressés à toutes les entrées de la Maison Blanche avec de multiples panneaux et banderoles demandant au président ce qu'il comptait faire pour le vote des femmes "What will you do for Woman Suffrage" ou "Mr President, how long will Women have to wait for Liberty ?" (en français : M. le Président, combien de temps les femmes vont-elles devoir attendre pour être libres ?). Chaque jour, il en allait ainsi, de façon que toutes les femmes, venant de tous les États et de toutes les branches professionnelles (droit, science, journalisme) puissent être représentées dans les manifestations. Les silent sentinels étaient prêtes à se battre indéfiniment jusqu'à l'obtention d'un compromis, d'autant que plusieurs sympathisants à la cause avaient fait don d'un total de plus de 3 000 $. À la suite de ces manifestations, de nombreuses femmes appartenant au mouvement ont été arrêtées et emprisonnées parmi lesquelles Alice Paul et Mary Agnes Chase. Quand il a été rendu public que ces femmes avaient été soumises à un gavage forcé pour mettre fin à leur grève de la faim, l'opinion publique leur a montré davantage de sympathie, de soutien si bien qu'elles ont été libérées. La persévérance du National Women's Party (NWP) a joué un rôle prépondérant dans la ratification de l'amendement en 1919 et surtout du 19e amendement de la Constitution des États-Unis en 1920.

## Honneurs et récompenses
- 1956 : Certificat du mérite décerné par la Société américaine de botanique[13]
- 1958 : Docteure honoris causa de l'université de l'Illinois[13]
- 1959 : Membre d'honneur de la Smithsonian Institution[13]
- 1961 : Membre de la Linnean Society of London[13]

## Sélection d'ouvrages
- 1922 : First book of grasses: The structure of grasses explained for beginners. New York: The Macmillan Company. OCLC 811997103
- 1950 : Révision du Manual of grasses of the United States. Washington, D.C.: U.S. Dept. of Agriculture. OCLC  847512944
- 1962 : avec Cornelia D. Niles -  Index to Grass Species. Boston: G.K. Hall. OCLC 577875

## Éponymes
- Un genre de la famille des Poaceae, Agnesia (en) Zuloaga & Judz., 1993, fut donné en son honneur[14].